# Ридель, Дитер
Ди́тер Ри́дель (нем. Dieter Riedel; 16 сентября 1947, Грёдиц) — немецкий футболист, нападающий. Выступал за сборную ГДР.

## Карьера
Дитер Ридель провёл всю свою профессиональную карьеру в дрезденском футбольном клубе «Динамо», с которым подписал контракт в 1967 году. Он сыграл более двухсот игр в составе этой команды, став в итоге пятикратным победителем чемпионата ГДР. Он также дважды завоевывал Кубок ГДР по футболу.
Он закончил карьеру после сезона 1980/81.

## Сборная
Ридель сыграл с 1974 по 1978 годы в составе сборной ГДР четыре матча. В составе этой команды он участвовал в Олимпийских играх, где становится чемпионом.

## Достижения
«Динамо» (Дрезден)
- Чемпионат ГДР по футболу (5): 1970/71, 1972/73, 1975/76, 1976/77, 1977/78
- Кубок ГДР по футболу (2): 1970/71, 1976/77

Сборная ГДР
- Олимпийские игры (1): 1976